# Агиоргитико
Агиорги́тико (греч. Αγιωργίτικο; известное также как Мавро Немеас (Чёрное Немеи)) – сорт винограда используемый для производства одноимённого красного греческого вина, который в 2012 году, был самым широко рассаженным сортом винограда в Греции, после сорта Ксиномавро. Сорт традиционно выращивается в общине Немее на полуострове Пелопоннесе, но встречается по всей стране, включая регионы Аттику и Македонию. 
Является одним из наиболее важных, в коммерческом плане, автохтонных (коренных) греческих сортов. Может обладать широким спектром характеристик, от очень мягкого до высокого содержания танинов, в зависимости от факторов выращивания и процессов виноделия. 
Сорт винограда предназначается для одноимённого вина, хотя в регионе вокруг малого города Мецовон в Эпире, смешивается с Каберне-совиньон и производится столовое вино, традиционно именуемое катой (подвал). В общине Немее часто производится розовое вино, используя старые красные вина. Вина известны своим высоким уровнем фруктовитости, но как правило не добирают кислотности и «тела» вина. После Ксиномавро, в Греции это самый широко рассаженный сорт винного винограда.
Красное вино, производимое из этого сорта, имеет характерную пряность, с нотами сливы. Вино имеет низкую кислотность, но хорошую фруктовитость и цвет.
Агиоргитико, как правило, рассаживают в сухой, бесплодной почве, чтобы стимулировать производство меньшего в количестве, но более насыщенного винограда, созревающего после середины сентября.

## История

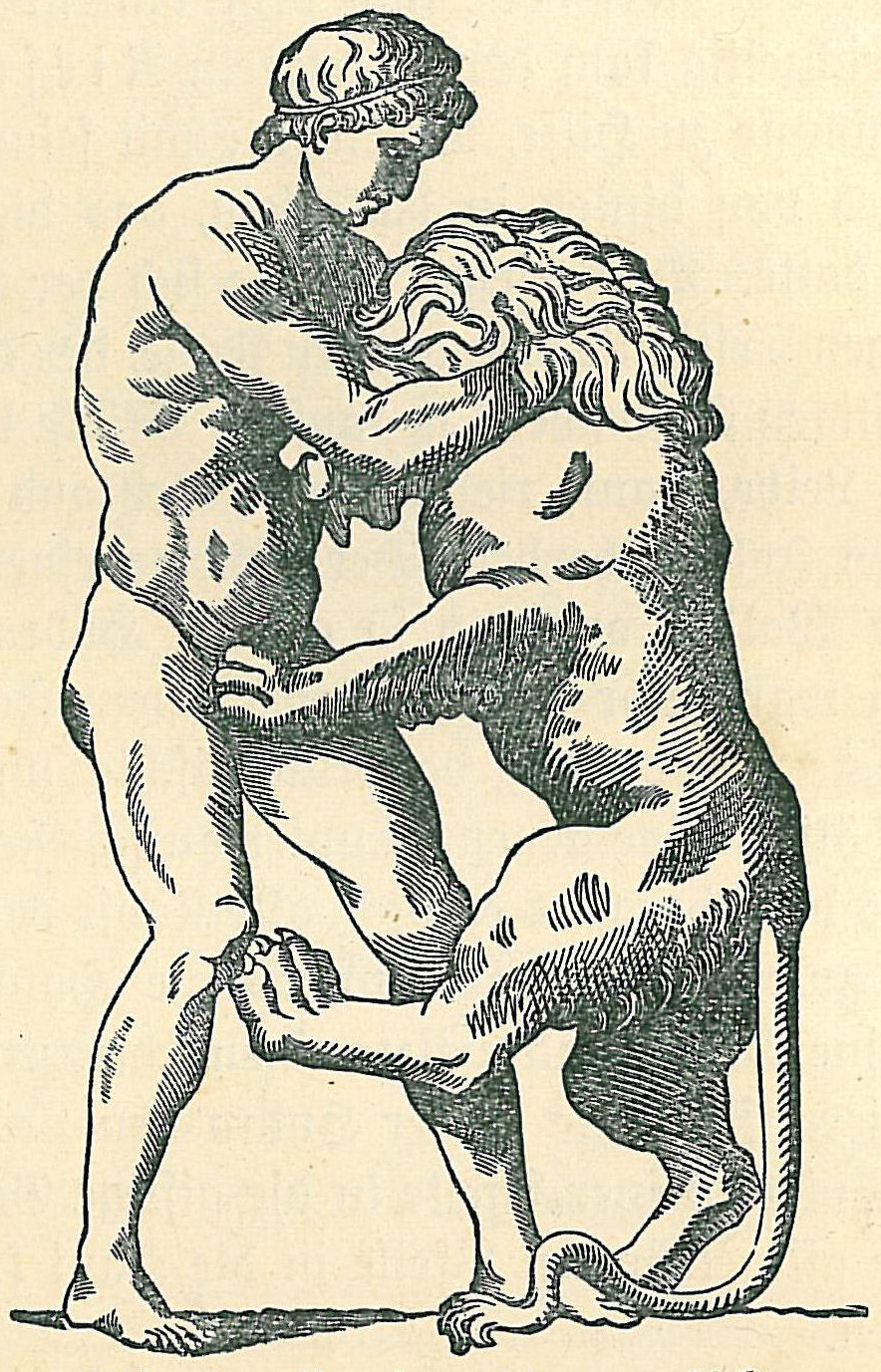
В Немее, вино Агиоргитико именуется «Кровь Геракла», основываясь на мифе о греческом герое Геракле, убившем Немейского льва

Ампелографы верят, что Агиоргитико является коренным сортом в Греции, вероятно из регионов Арголиды и Коринфии на Пелопоннесе, но хотя существуют апокрифические мифы о этом винограде, выращиваемого в Древней Греции, нет исторических или генетических доказательств в поддержку этих мифов.
В Немее, вино, производимое из Агиоргитико, именуется «Кровь Геракла», по причине мифа, что после того как Немейский лев был убит греческим героем, местное немейское вино выпитое Гераклом было из Агиоргитико. По другим версиям Геракл выпил вино до того как убил льва. 
Другая легенда гласит что вино было любимым при дворце базилевса Агамемнона, который возглавлял греческие силы во время Троянской войны.
Имя Агиоргитико означает «Вино (или виноград) Святого Георгия», которое может быть ссылкой на часовню Святого Георгия в Немее или день Святого Георгия, который празднуется в ноябре, после сбора винограда, некоторыми православными церквями. Однако, во многих греческих регионах, где выращивают Агиоргитико, день Святого Георгия отмечается в апреле или мае, что ставит под сомнение теорию о том, что имя сорта связано с литургическим годом. Другая теория утверждает, что виноград назван в честь одного из многих греческих городов, носящих имя Святого Георгия.

## Виноградарство
Агиоргитико имеет тенденцию производить маленькие грозди малых, толстокожих, ягод. Виноград имеет склонность к болезням. Мастер виноделия Джансис Робинсон отмечает, что «практически все виноградники Агиоргитико в Греции подвержены вирусам». В зависимости от вируса и возраста лозы, это ведёт к проблемам в созревании и отдачи, что в конечном итоге может сказаться на качестве вина.

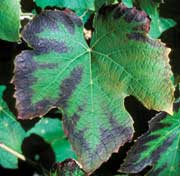
Лоза Агиоргитико очень восприимчива к дефициту калия (эффект виден на листьях виноградника)

Сорт является поздним в созревании и склонен давать высокие урожаи. В дополнение к своей восприимчивости к вирусам, Агиоргитико также очень чувствителен к грибковым инфекциям ботритис серый, пушистая роса и мучнистая роса. Лоза также отрицательно реагирует на водный стресс, что может потребовать дополнительное орошение в районах, где такая практика допускается. Для того чтобы ограничить урожайность, Агиоргитико часто густо сажают на бедных для виноградника землях, но производители должны помнить о чувствительности сорта к дефициту калия.
Винный эксперт Том Стивенсон отмечает, что хотя Агиоргитико  хорошо переносит жару, виноград имеет тенденцию производить больше в виноградниках на большой высоте, где немного прохладнее, но достаточно тепло, чтобы гарантировать что виноград полностью созреет. Высота виноградника в частности сказывается на «пряности» в аромате вина.

### Новые клоны
На протяжении всего XX века, производители работали с греческими властями для создания новых, свободных от вирусов, клонов Агиоргитико, которые бы имели потенциал противостоять  большинству болезней, включая серую гниль, и производить маленькие ягоды, с более толстой кожицей, которые могут зреть с более высоким уровнем сахара и наиболее высокой производительностью. В 2012 году, многие из этих клонов были предоставлены греческим производителям, которые постепенно начали пересадку своих виноградников Агиоргитико.

## Винные регионы

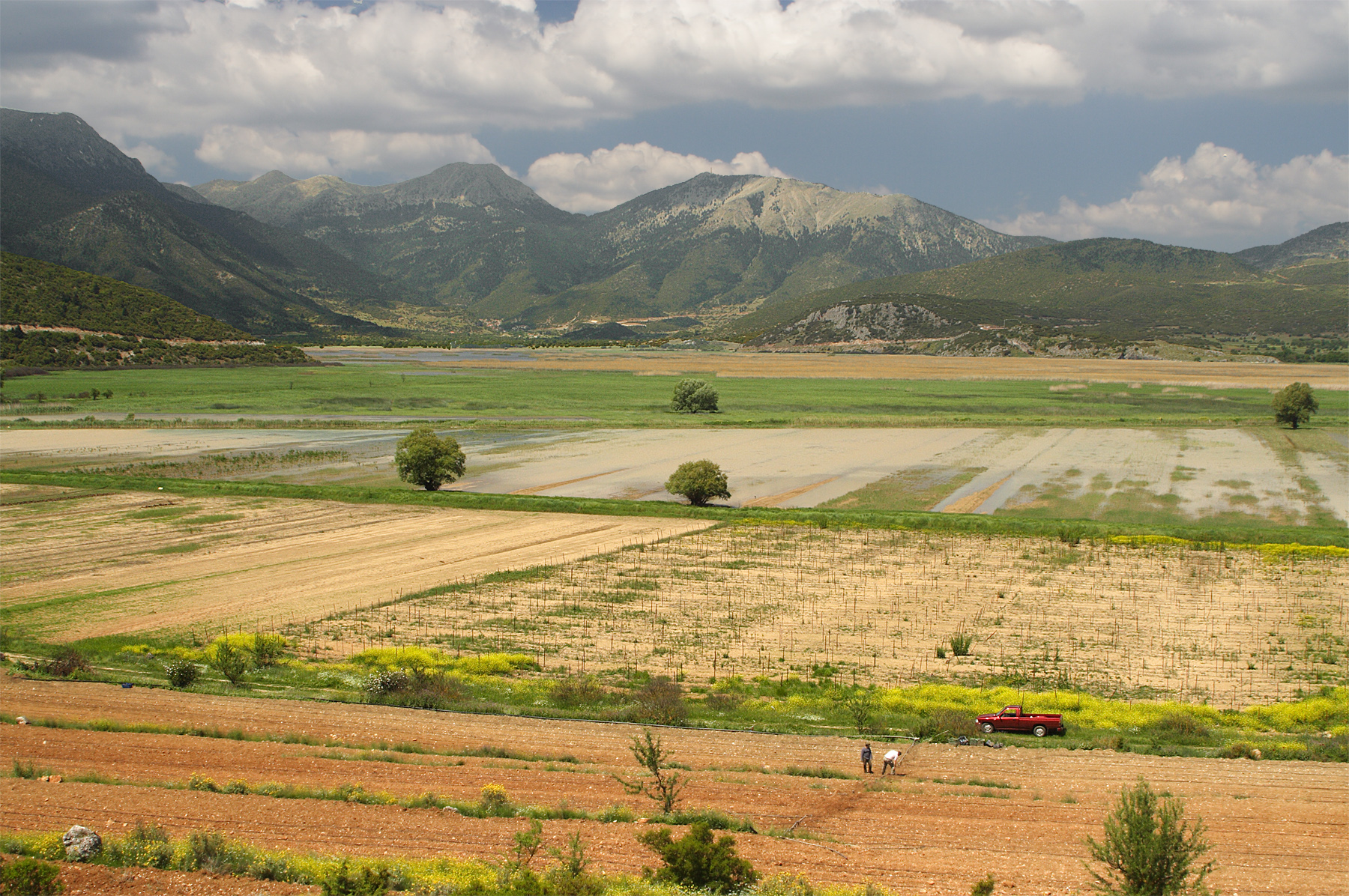
Агиоргитико широко рассажен на Пелопоннесе

В 2012 году, Агиоргитико был наиболее широко рассаженным красным сортом винограда в Греции, с 5202 гектарами в Аттике, 3204 гектарами на Пелопоннесе и, плюс, виноградники в Македонии и Эпире. Виноград более всего ассоциируется с сухими и сладкими винами Немеи на северо-востоке Пелопоннеса. Здесь сорт является единственным допущенным к греческому Ини Ономасиас Проэлевсеос Анотерас Пиотитас (OPAP) (аналогичное французскому Контроль подлинности происхождения (AOC).
В Немее виноград используется только для производства красного вина и его смешивание для производства розового вина запрещено. Вокруг городка Мецовон в Эпире, виноград часто смешивают с Каберне-совиньон.
Согласно винному магистру Джансис Робинсон, некоторые из «наиболее серьёзных образцов» Агиоргитико происходят с виноградников больших высот (до 900 метров на Плато Аспркокампос вокруг Немеи и на холмах высотой от 500 до 600 метров вокруг Куциона в Коринфии.

## Типы

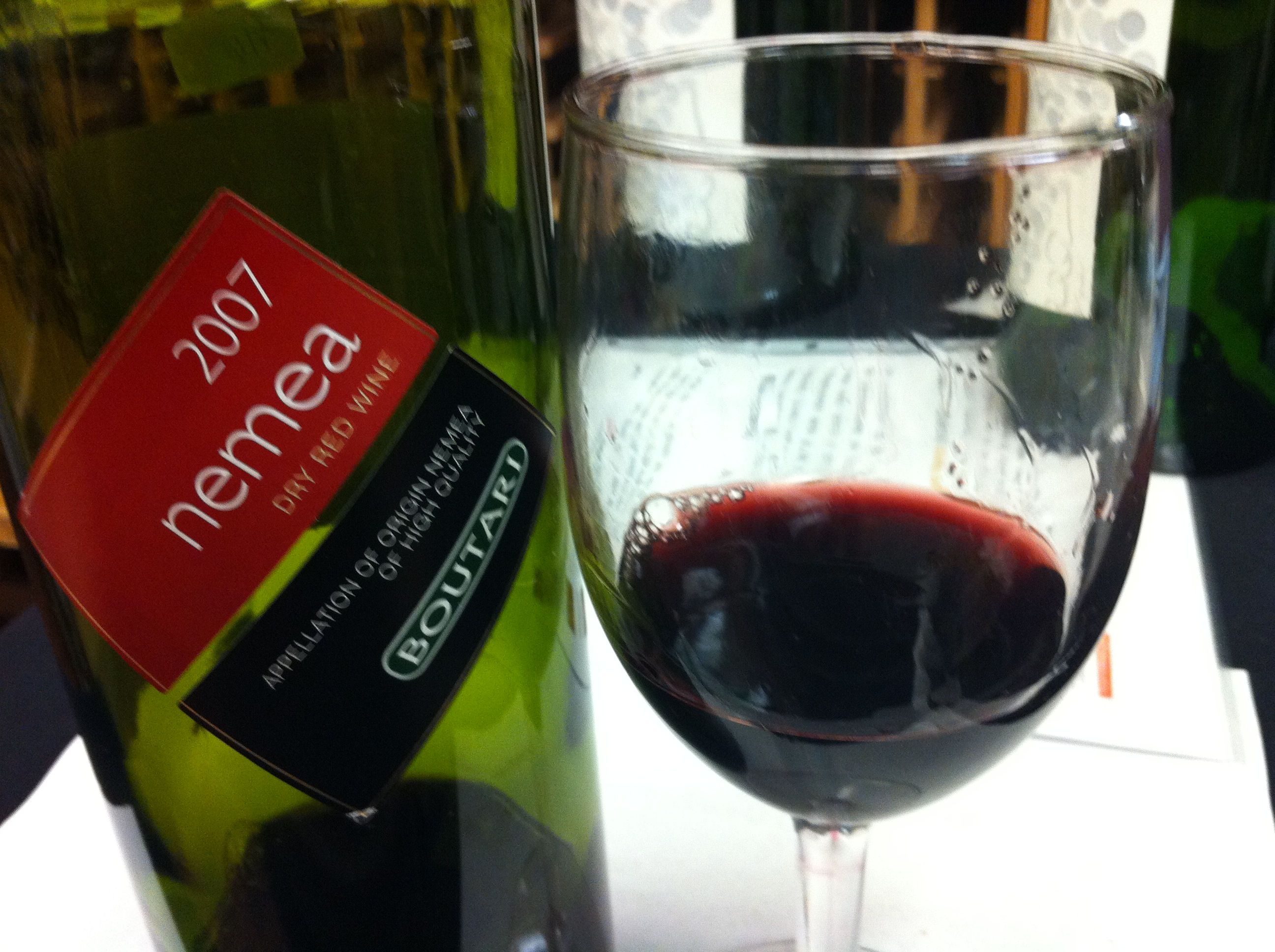
Немейское вино произведенное из 100 % Агиоргитико

Агиоргитико очень универсальный сорт винограда, из которого можно делать широкий спектр вин, от светлого розового и мягкого фруктовитого красного в стиле французского Beaujolais, до очень насыщенного танинами с пряностью, красного с фруктовым ароматом и возможностью к старению. В своей другой крайности, вина Агиоргитико имеют возможность быть с низкой кислотностью, высоким содержанием алкоголя и фенолов, что в обоих случаях требует решения производителя, что делать с этими компонентами, чтобы произвести сбалансированное вино.
Мелкие ягоды и толстая кожица винограда способствуют высокому уровню фенолов в Агиоргитико, что приводит к тому, что вино нуждается в очень малом времени для вымачивания, чтобы получить глубокий тёмный цвет, ассоциируемый с виноградом. Это также способствует уровню танин и способностью винограда к старению в дубовых бочках (Баррик (винодельческая культура)).
Согласно винному эксперту Карен Мак Нилу, некоторые образцы Агиоргитико могут быть «пышными» и «почти портвейном», с пряным, острым вкусом.
Оз Кларк отмечает, что качество Немейских вин, сделанных из Агиоргитико, очень зависит от индивидуального мастерства винодела.
Том Стивенсон отмечает, что некоторые экземпляры могут «быть испорчены сухими плодами», собранными очень поздно, с очень малой кислотностью.
Согласно WSET (Wine & Spirit Education Trust), лучшие образцы Агиоргитико имеют, как правило, умеренную, до низкой, кислотность, глубокий, рубиновый цвет, красный фруктовый аромат с сладкими пряными нотами. Эти образцы, как правило, происходят из виноградников рассаженных на середине склона холмов вокруг Немеи, в то время как вино из винограда, собранного около вершины холмов в 900 метров, становится чрезмерно кислым, а виноград собранный из очень тёплых долин часто бывает очень «липким». Разница в качестве Агиоргитико из разных виноградников вокруг Немеи привела некоторых греческих производителей вина к необходимости создания Классификационной системы вина (cru).
В отличие от вин, основанных на сорте Ксиномавро, региона Науса, Эгейская Македония, винные эксперты из WSET отмечают, что вина Немеи, основанные на Агиоргитико, как правило, имеют более «международный стиль», который может усилить потенциал греческих вин на международном рынке.

## Синонимы
Многие годы, Агиоргитико был также известен под многими другими синонимами которые включали: Айгьоргитико, Мавро (Чёрное), Мавро Немеас, Мавронемеас, Мавростафило Мавраки, Мавруди Немеас, Немеас Мавро и Немеас Мавруди.

## Внешние ссылки
- Chief Greek red grape varieties